# 3 Splash
Singles de Kumi Kōda
It's all Love!
(2009) ALIVE / Physical thing
(2009)
3 Splash est le 44e single de Kumi Kōda sorti sous le label Rhythm Zone le 8 juillet 2009 au Japon. Il atteint la 2e place du classement de l'Oricon. Il se vend à 62 576 exemplaires la première semaine, et reste classé pendant 12 semaines, pour un total de 92 822 exemplaires vendus. Il sort en format CD, CD+DVD et CD+DVD+accessoire.
Lick me♥ a été utilisé pour promouvoir le KODA KUMI FEVER LIVE IN HALLⅡ. ECSTASY a été utilisé comme campagne publicitaire pour music.jp. Hashire! a été utilisé pour NTT Communications Corporation. Lick me♥ et ECSTASY se trouvent sur l'album Universe et sur l'album remix Koda Kumi Driving Hit's 2.

## Liste des titres
| 1.  | 09:00 A.M. (Introduction)                                               |           | YU                         | 0:42 |
| 2.  | Lick me♥                                                                | Kumi Kōda | YOO, Hiroto Suzuki         | 3:29 |
| 3.  | Ecstasy                                                                 | HUM       | HUM                        | 3:27 |
| 4.  | 12:35 P.M. (Interlude)                                                  |           | YU                         | 0:23 |
| 5.  | Hashire! (走れ!)                                                        | Kumi Kōda | Kohsuke Oshima, 井上慎二郎 | 4:10 |
| 6.  | 04:20 P.M. (Interlude) (sur l'édition limitée CD+DVD seulement)         |           | YU                         | 1:07 |
| 7.  | Lick me♥ (Yusuke Tanaka Remix) (sur l'édition limitée CD+DVD seulement) | Kumi Kōda | Yusuke Tanaka              | 3:34 |
| 8.  | Ecstasy (Caramel Pod E Remix) (sur l'édition limitée CD+DVD seulement)  | HUM       | Caramel Pod E              | 5:54 |
| 9.  | Hashire! (420 Remix) (sur l'édition limitée CD+DVD seulement) (走れ!)   | Kumi Kōda | 420                        | 4:55 |
| 10. | 12:00 A.M. (Outroduction)                                               |           | YU                         | 1:07 |

| 1. | Lick me♥         | 3:37 |
| 2. | Ecstasy          | 3:35 |
| 3. | Hashire! (走れ!) | 4:18 |